# Hans-Gerd Glück
Hans-Gerd Glück (* 10. Januar 1934 in Halle (Saale); † 8. Januar 2020) war ein deutscher Politiker (PDS, DSU). Er war von 1990 bis 1994 Mitglied im Landtag Sachsen-Anhalt.

## Ausbildung und Leben
Hans-Gerd Glück besuchte die Grundschule, die Ingenieurschule und die Martin-Luther-Universität Halle-Wittenberg. Die Studien schloss er als Diplomökonom, Bauingenieur und mit der Promotion ab. 1948 bis 1951 machte er eine Zimmererausbildung und arbeitete anschließend bis Juli 1959 als Bauleiter/Buchhalter. 1959 bis Februar 1964 war er  Produktionsleiter und danach bis Juli 1990 Vorsitzender einer PGH.
Hans-Gerd Glück war verheiratet und Vater von zwei Kindern.

## Politik
Hans-Gerd Glück war ab Februar 1990 Mitglied der PDS. Vom März bis Oktober 1990 gehörte er der ersten frei gewählten Volkskammer an. 
Er wurde bei der Landtagswahl in Sachsen-Anhalt 1990 über die Landesliste in den Landtag gewählt. Im Mai 1992 schloss er sich der DSU-Fraktion unter Joachim Auer an.

## Weblink
- Biografie von Hans-Gerd Glück. In: Wilhelm H. Schröder: Die Abgeordneten der 10. Volkskammer der DDR (Volkparl)